# パナリ焼き

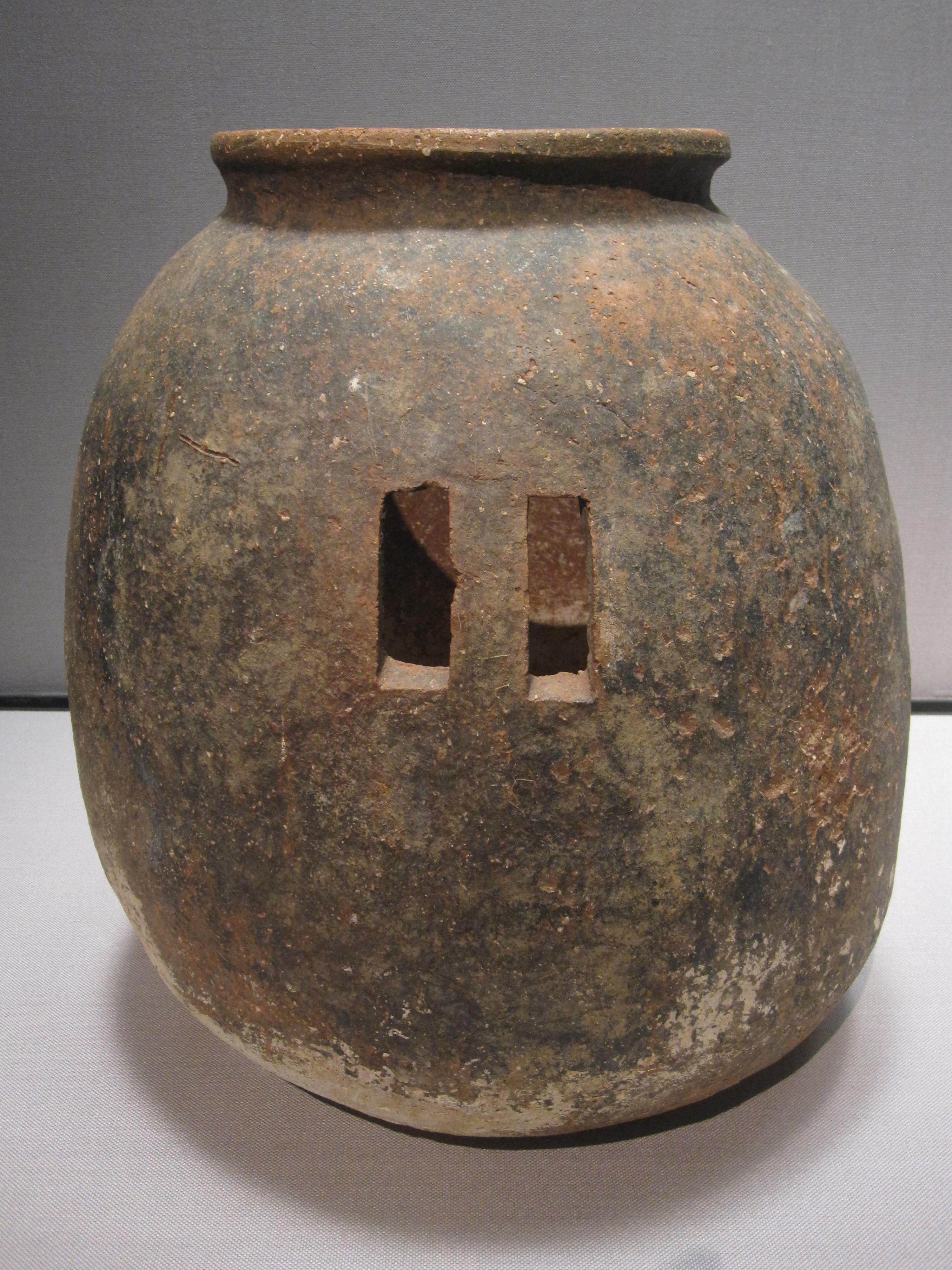
パナリ焼の壺、17世紀・琉球王国第二尚氏時代の作。東京国立博物館所蔵。

パナリ焼（パナリやき）は、沖縄県八重山諸島の新城島で19世紀中頃まで焼成されていたといわれる素朴な土器。パナリ土器とも呼ばれる。

## 概要
鍋、水甕、香炉、骨壺など様々な容器が作られ、八重山各地で使用されていた。起源は不明だが、砂混じりの陶土に、焼いてあく抜きしたカタツムリや貝の殻を混ぜて手びねりで成型しネナシカズラやタブノキの樹液を塗って天日で乾かし、露天で焼成して作っていた。良質の粘土がなかったため、貝殻が土をつなぐ役割を果たしたらしい。

## その他
- 西表島のパナリ焼展示館、石垣島の八重山博物館で目にすることが出来る。